# Marcottage
Ne doit pas être confondu avec bouturage.
Le marcottage est une méthode de multiplication des végétaux par la rhizogenèse (développement de racines) sur une partie aérienne d'une plante mère. Certaines plantes se marcottent naturellement. En horticulture, le marcottage est souvent utilisé pour cloner les plantes ligneuses, dont le bouturage est difficile. On fait généralement le marcottage à la fin de l'été ou au début de l'automne.
Cette technique est déjà décrite au IIe siècle av. J.-C., par Caton l'Ancien, auteur romain, dans son ouvrage intitulé De agri cultura (de l'agriculture).

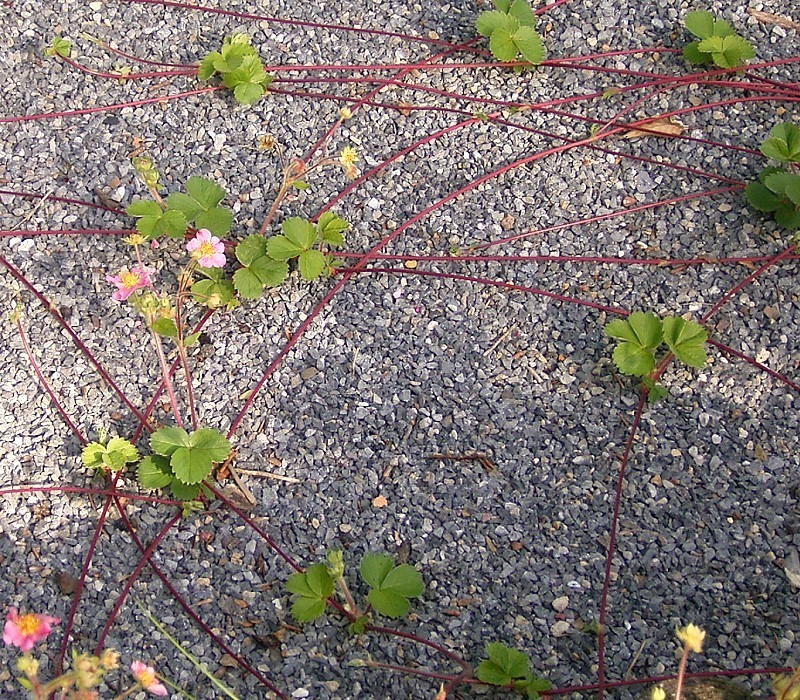
Un plant de fraisier s'est marcotté naturellement grâce au développement de stolons.

## Étymologie
Le terme de marcottage provient du nom marcotte, féminin de marcot. Ce mot est issu du latin marcus, nom donné par Columelle à une sorte de cep usité en Gaule.

## Fonctionnement
Lors d'un marcottage, la partie marcottée continue à recevoir la sève brute qui circule dans le xylème (le cœur du bois), et la sève élaborée descendante (qui circule dans le phloème) est freinée au niveau de l'entaille d'écorce qui a été pratiquée en anneau, ce qui facilite la rhizogenèse de la marcotte qui produit plus ou moins rapidement de nouvelles racines.

## Marcottage naturel

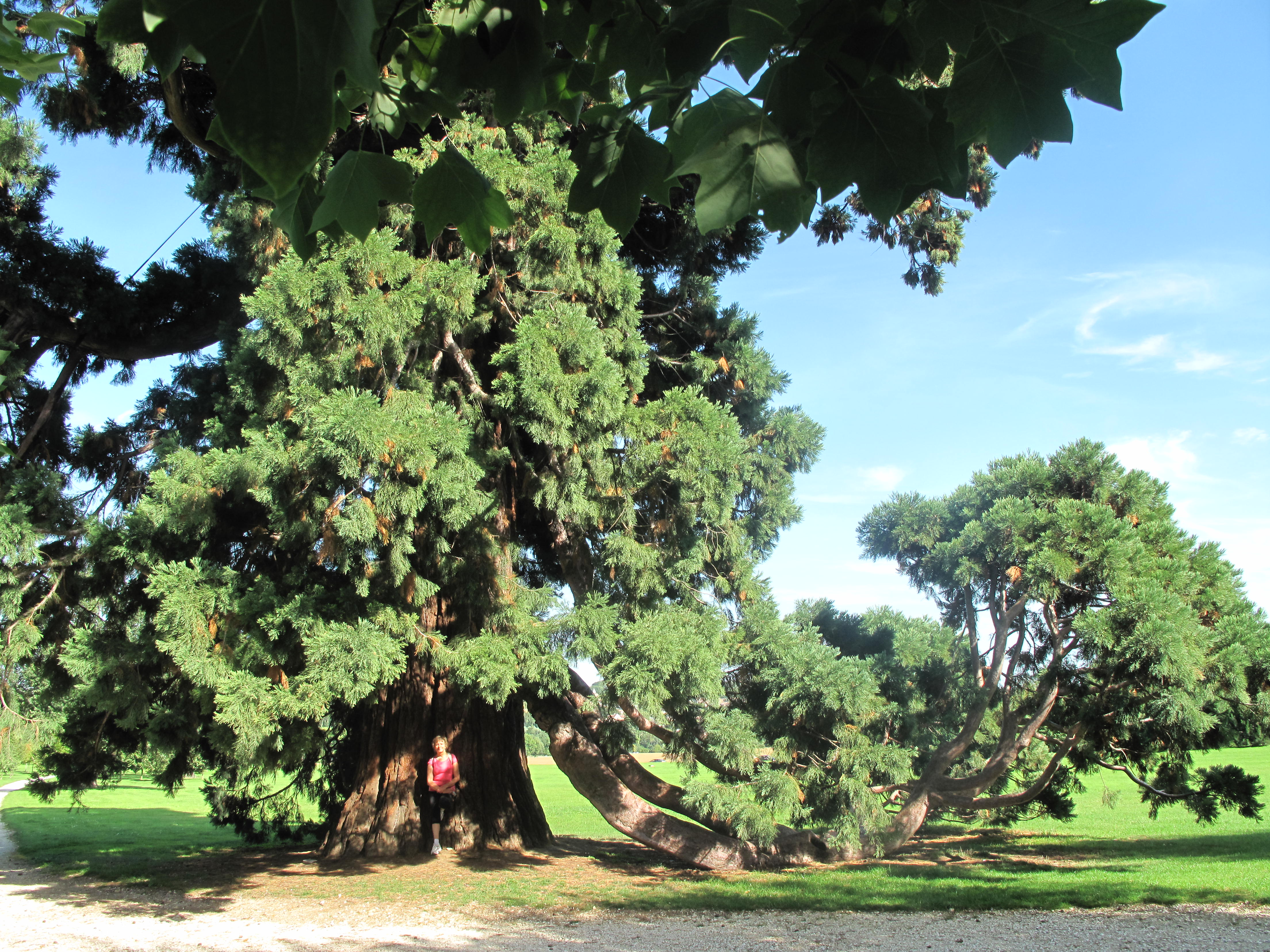
Une branche charpentière de séquoia géant s'est affaissée sur le sol. Recouverte de terreau, elle s'y est enracinée et a produit un bouquet de branches plus jeunes.

Le marcottage spontané survient naturellement, avec plus ou moins de facilité selon l'espèce. On parle de multiplication végétative et de reproduction asexuée.
Les plants de fraisier se multiplient ainsi très rapidement. Un plant produit des tiges spécialisées, les stolons, qui s'étendent au-dessus du sol. Lorsqu'un stolon entre en contact prolongé avec un sol humide, des racines s'y développent, formant un nouveau plant. Une fois le plant bien enraciné, le stolon pourrit et la nouvelle plante est autonome. Le marcottage est un mode de multiplication très utilisé pour la ronce.
Le marcottage est également fréquent chez certains conifères, comme le cyprès de Leyland, dont les branches basses s'enracinent spontanément au contact du sol. Il se forme ainsi une couronne de jeunes arbres autour des arbres âgés. Le même phénomène peut se produire pour des arbres comme le tilleul.

## Marcottage artificiel
En horticulture, le marcottage consiste à forcer la mise en contact d'une partie aérienne d'une plante avec un substrat humide, jusqu'à l'apparition de racines. On peut alors « sevrer la marcotte », c'est-à-dire séparer la partie aérienne avec ses nouvelles racines de la plante mère. On distingue plusieurs techniques de marcottage :

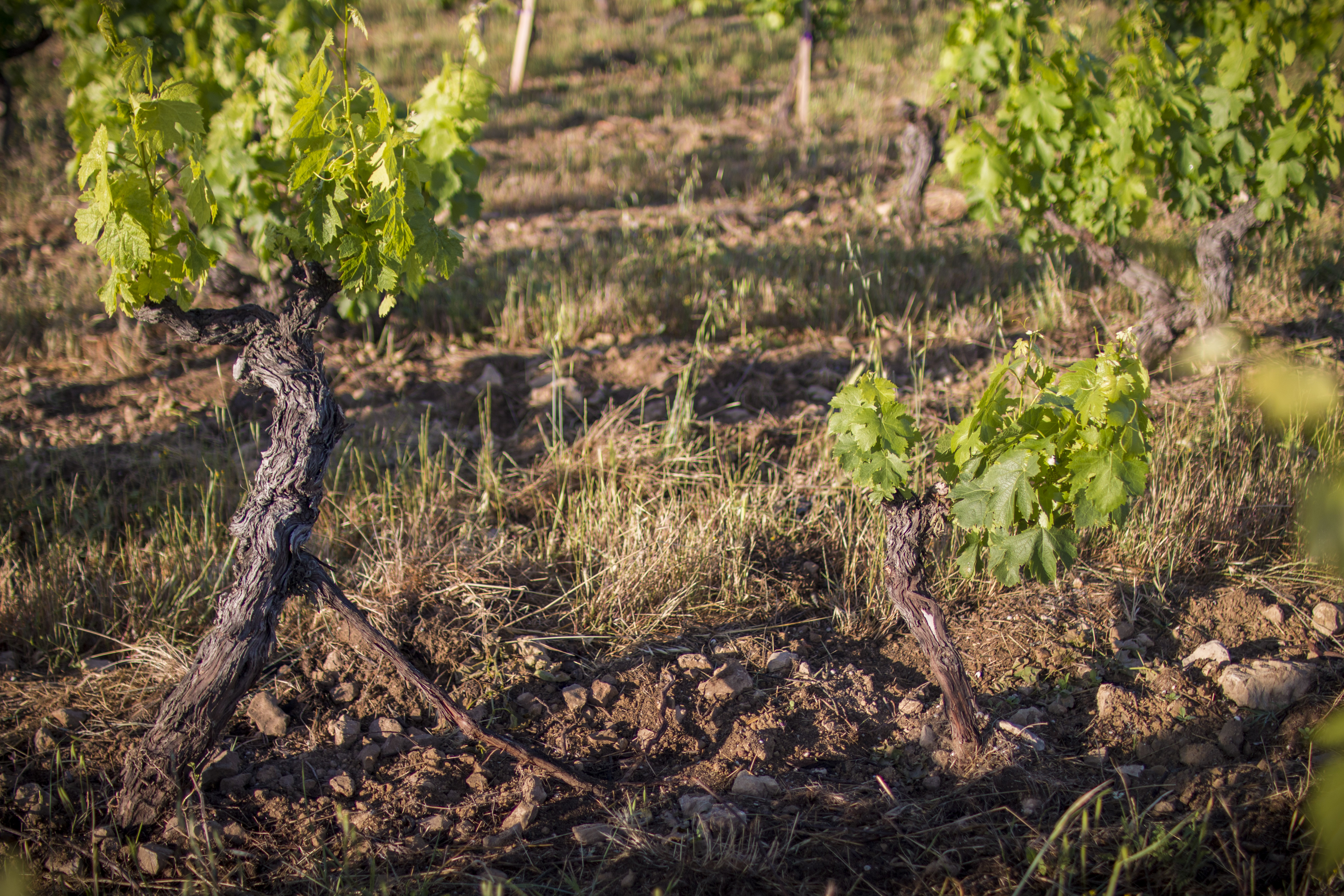
Marcottage d'un pied de vigne, un sarment plonge à droite du cep mère pour créer un nouveau cep (à droite).

- « par couchage » ;
- « en butte » ou « en cépée » ;
- « aérien » ou « annulaire ».

### Marcottage par couchage
Le marcottage « par couchage » ou « en archet » est adapté aux plantes à rameaux souples. Il consiste à effeuiller puis enterrer la partie médiane d'une branche basse dans un trou. Un arceau permet de conserver cette partie sous terre. Un tuteur permet quant à lui de maintenir l'extrémité du rameau hors de terre.
On peut inciser légèrement et badigeonner d'une hormone de bouturage ou d'eau de saule la partie enterrée afin d'augmenter les chances de succès du marcottage.
La terre doit être gardée humide en permanence pour favoriser le développement de racines, mais drainée pour éviter le pourrissement de la tige. Un mélange de sable et de terreau, ainsi qu'une couche épaisse de compost ou de paillis favorisent ces conditions.
Après un développement suffisant des racines (en automne dans les pays de climat tempéré), il est temps de sevrer la marcotte.
Plusieurs dérivés du marcottage par couchage existent :
- Le marcottage « en serpenteau »[6] est adapté au plantes grimpantes ou rampantes, comme la glycine. La technique est la même que pour le couchage simple, mais les rameaux sont courbés à plusieurs endroits, afin d'obtenir rapidement plusieurs plants.
- Le marcottage « à plat », « chinois » ou « à long bois »[6] est adapté à certaines plantes grimpantes ou sarmenteuses comme le lierre ou le chèvrefeuille. La technique consiste à enterrer entièrement un long rameau effeuillé ; un plant se développera alors au niveau de chaque bourgeon.
- Le marcottage des extrémités[7] est réservé à certaines plantes souples avec une forte capacité à produire des rejets, comme le framboisier ou la ronce. La technique consiste simplement à enterrer la pointe d'une tige en la maintenant fortement avec un tuteur.

### Marcottage en butte ou en cépée
Le marcottage « en butte » est adapté aux plantes émettant facilement des rejets comme les fruitiers et les porte-greffe. Durant l'hiver, la plante mère est rabattue à une dizaine de centimètres du sol. De nouveaux rameaux se forment durant le printemps. Quand ils atteignent une hauteur de 10 cm environ, la technique consiste à former une butte autour des rameaux avec un mélange de sable et de terre. A l'hiver suivant, des racines se seront formées à la base de chaque rameau, qui pourront alors être sevrés et replantés.

### Marcottage aérien
Le marcottage aérien est adapté aux arbustes à enracinement difficile et aux plantes d'intérieur. Il consiste à effeuiller le milieu d'une branche, à l'inciser, puis à envelopper cette partie d'un manchon (ou boule de marcottage) rempli d'un mélange de terreau et de sable. En conservant ce manchon humide, des racines se formeront et la branche pourra alors être coupée et répiquée. Contrairement aux autres techniques de marcottage où l'incision est facultative, le marcottage aérien requiert une incision et une hormone de bouturage.

### Provignage
En viticulture, le « provignage » est un marcottage par enterrement complet d'un sarment de vigne afin de récupérer de jeunes pousses. Il permet de reformer des racines sous le sarment enterré, et à terme, d'avoir un nouveau pied de vigne.
Le provignage n'est plus possible depuis la crise phylloxérique. En raison de l'absence de porte-greffe, il y a un risque de contamination par les racines.

## Galerie

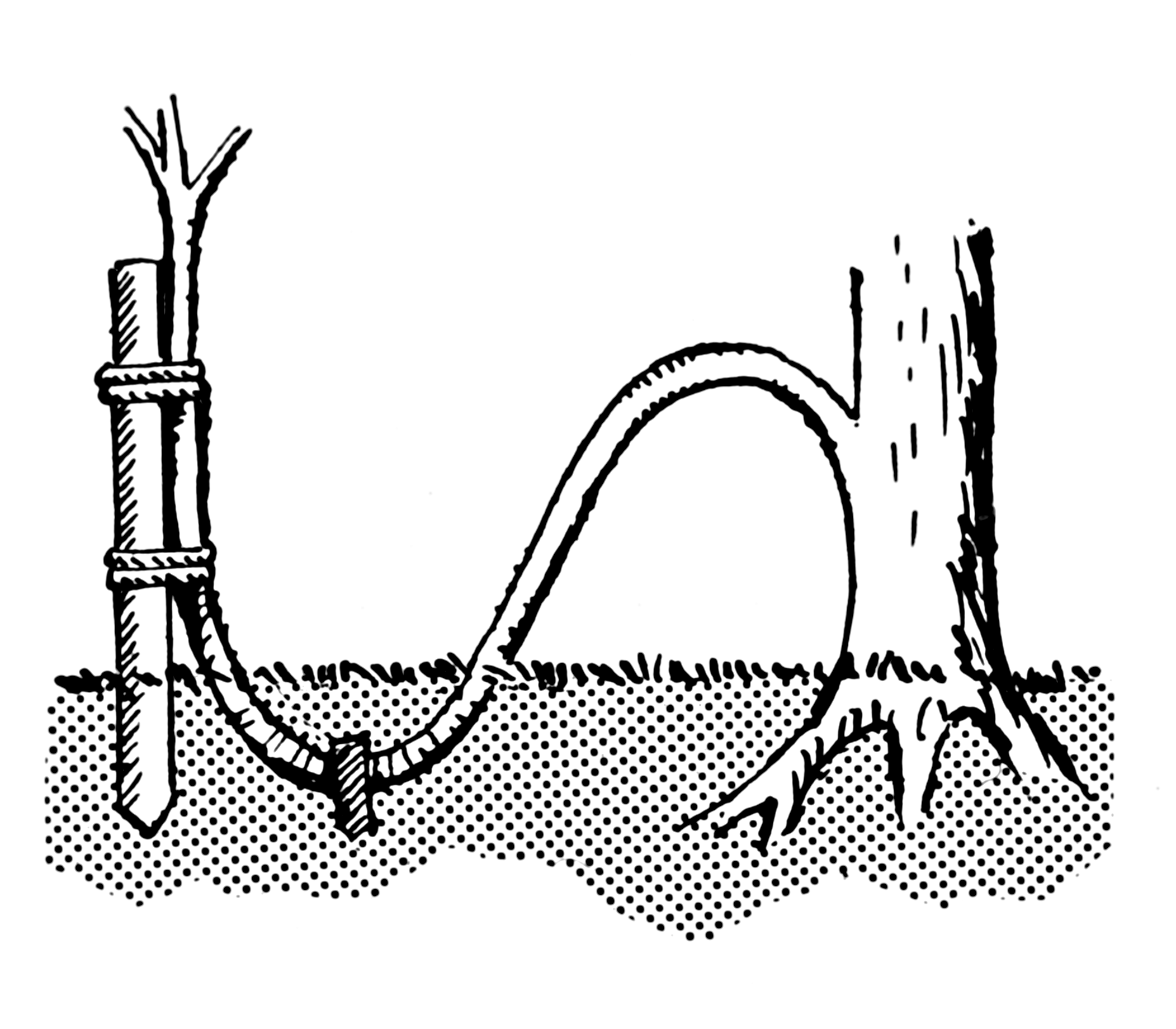
Marcottage en archet.
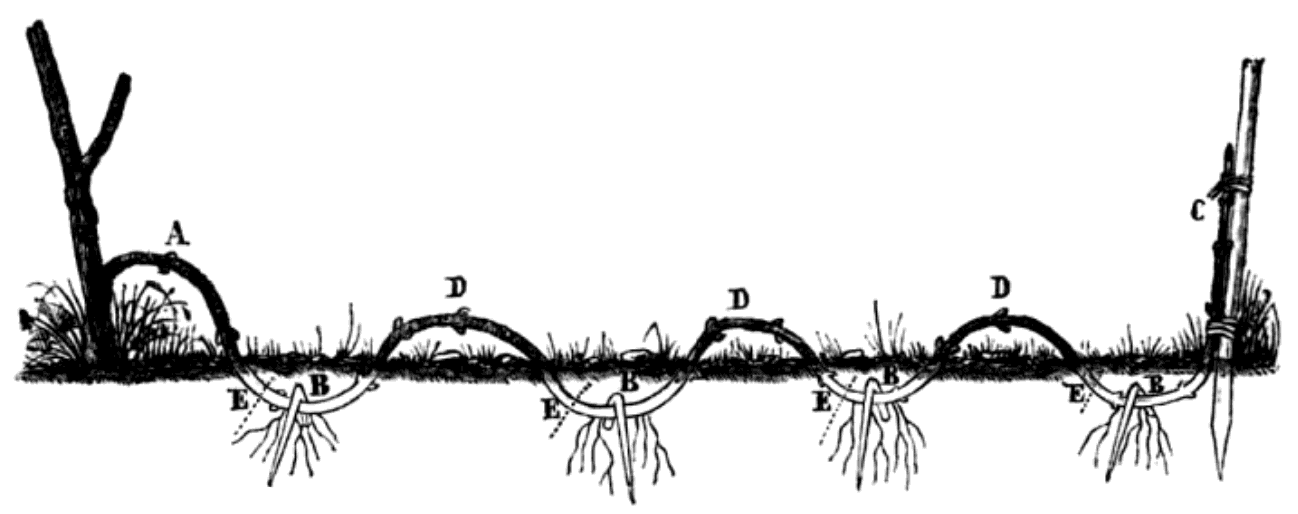
Marcottage en serpenteaux.
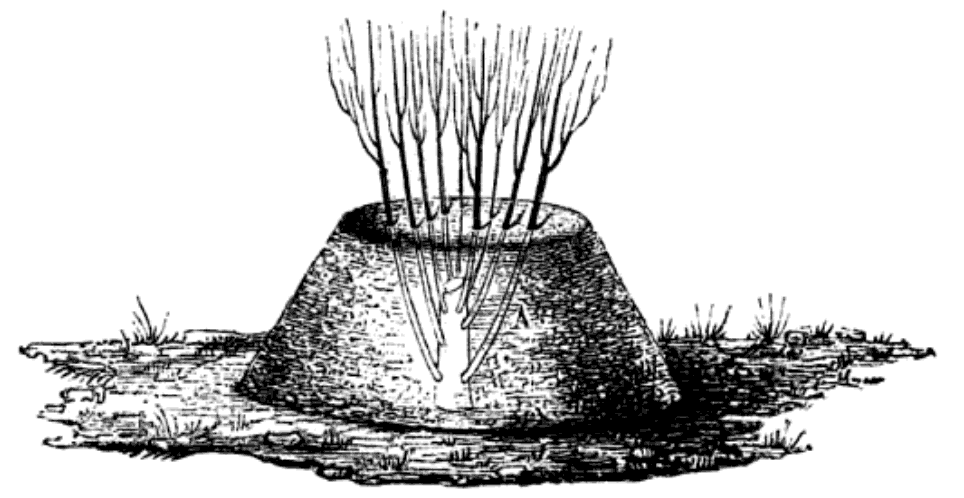
Marcottage en butte.
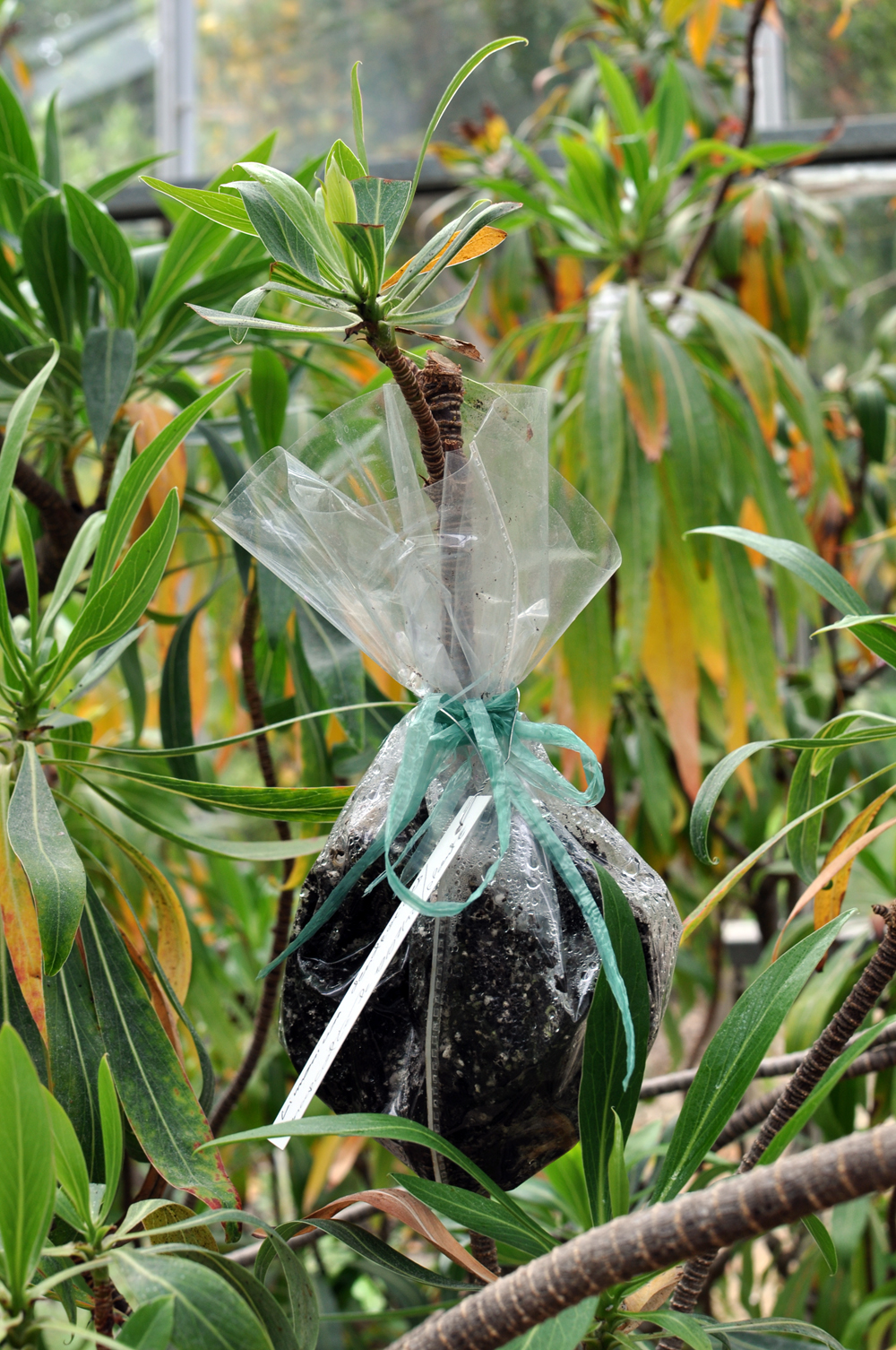
Marcottage aérien de Limonium dendroides.